# Родрігу Рібейру (футболіст, 2005)
Родріѓу Дуа́рте Рібе́йру (порт. Rodrigo Duarte Ribeiro; нар. 28 квітня 2005, Віана-ду-Каштелу) — португальський футболіст, нападник клубу «Спортінг», який на правах оренди виступає за АВС.

## Клубна кар'єра

### «Спортінг»
Виступав за молодіжні команди «Перспектива ем Жогу» та «Алфененсе», а 2017 року приєднався до академії лісабонського «Спортінга». 13 травня 2021 року підписав зі «Спортінгом» свій перший професіональний контракт. У березні 2022 року офіційно переведений до першої команди клубу. 9 березня дебютував в основному складі «Спортінга» в матчі Ліги чемпіонів УЄФА проти англійського клубу «Манчестер Сіті», вийшовши на заміну Ісламу Слімані. 9 квітня того ж року в поєдинку проти «Тондели» дебютував у португальській Прімейра-лізі.
28 вересня 2022 року англійська газета The Guardian назвала його одним з 60-ти найкращих футболістів світу 2005 року народження.
31 січня 2024 року продовжив контракт зі «Спортингом» до червня 2028 року.

#### Оренда в «Ноттінгем Форест»
1 лютого 2024 року перейшов на правах оренди в англійський клуб Прем'єр-ліги «Ноттінгем Форест» до кінця сезону з опцією викупу в розмірі 12 млн євро. 4 лютого дебютував за нову команду в матчі Прем'єр-ліги проти «Борнмута», вийшовши на заміну Каллуму Гадсон-Одою. Всього за час оренди провів за «Ноттінгем» 5 поєдинків і в червні 2024 року повернувся до «Спортінга».

#### Оренда в АВС
2 вересня 2024 року відправився в сезонну оренду в клуб АВС, що за підсумками попереднього сезону підвищився до Прімейра-ліги. 14 вересня дебютував за АВС в матчі чемпіонату проти «Ріу Аве», вийшовши в стартовому складі. 19 січня 2025 в поєдинку Прімейра-ліги проти «Насіунала» забив свій перший гол за клуб.

## Кар'єра в збірній
Виступав за збірні Португалії до 16, до 17, до 19 і до 20 років. В травні 2022 року потрапив в заявку збірної до 17 років на юнацький чемпіонат Європи в Ізраїлі. На турнірі провів 5 матчів, відзначившись у воротах збірних Шотландії та Швеції, та дійшов з командою до півфіналу, де португальці поступились французами в серії післяматчевих пенальті.
В червні 2023 року потрапив в заявку збірної до 19 років на юнацький чемпіонат Європи, що проходив на Мальті. На турнірі провів усі 5 поєдинків, відзначившись голом проти Італії та дублем проти Норвегії, та дійшов з командою до фіналу, де португальці мінімально поступились італійцям (0-1).

## Статистика виступів
Станом на 24 травня 2025
| Клуб               | Сезон             | Чемпіонат         | Чемпіонат | Чемпіонат | Кубок | Кубок | Кубок ліги | Кубок ліги | Єврокубки | Єврокубки | Інші  | Інші | Всього | Всього |
| Клуб               | Сезон             | Дивізіон          | Матчі     | Голи      | Матчі | Голи  | Матчі      | Голи       | Матчі     | Голи      | Матчі | Голи | Матчі  | Голи   |
| ------------------ | ----------------- | ----------------- | --------- | --------- | ----- | ----- | ---------- | ---------- | --------- | --------- | ----- | ---- | ------ | ------ |
| Спортінг Б         | 2021–22           | Терсейра-ліга     | 8         | 3         | —     | —     | —          | —          | —         | —         | —     | —    | 8      | 3      |
| Спортінг Б         | 2022–23           | Терсейра-ліга     | 24        | 6         | —     | —     | —          | —          | —         | —         | —     | —    | 24     | 6      |
| Спортінг Б         | 2023–24           | Терсейра-ліга     | 10        | 2         | —     | —     | —          | —          | —         | —         | —     | —    | 10     | 2      |
| Спортінг Б         | Всього            | Всього            | 42        | 11        | —     | —     | —          | —          | —         | —         | —     | —    | 42     | 11     |
| Спортінг           | 2021–22           | Прімейра-ліга     | 4         | 0         | 0     | 0     | 0          | 0          | 1         | 0         | 0     | 0    | 5      | 0      |
| Спортінг           | 2022–23           | Прімейра-ліга     | 2         | 0         | 0     | 0     | 0          | 0          | 0         | 0         | 0     | 0    | 2      | 0      |
| Спортінг           | 2023–24           | Прімейра-ліга     | 0         | 0         | 0     | 0     | 0          | 0          | 0         | 0         | 0     | 0    | 0      | 0      |
| Спортінг           | 2024–25           | Прімейра-ліга     | 1         | 0         | 0     | 0     | 0          | 0          | 0         | 0         | 1     | 0    | 2      | 0      |
| Спортінг           | Всього            | Всього            | 7         | 0         | 0     | 0     | 0          | 0          | 1         | 0         | 1     | 0    | 9      | 0      |
| → Ноттінгем Форест | 2023–24           | Прем'єр-ліга      | 4         | 0         | 1     | 0     | —          | —          | —         | —         | —     | —    | 5      | 0      |
| → АВС              | 2024–25           | Прімейра-ліга     | 21        | 1         | 1     | 0     | 0          | 0          | —         | —         | 1     | 0    | 23     | 1      |
| Всього за кар'єру  | Всього за кар'єру | Всього за кар'єру | 74        | 12        | 2     | 0     | 0          | 0          | 1         | 0         | 2     | 0    | 79     | 12     |

1. ↑  Матчі в Лізі чемпіонів УЄФА
2. ↑  Матчі в Суперкубку Португалії
3. ↑  Матчі плей-оф підвищення/пониження Прімейра-ліги

## Досягнення
«Спортінг»
- Чемпіон Португалії: 2024–25[33]